# Estrada Parque Juscelino Kubitschek (DF-027)

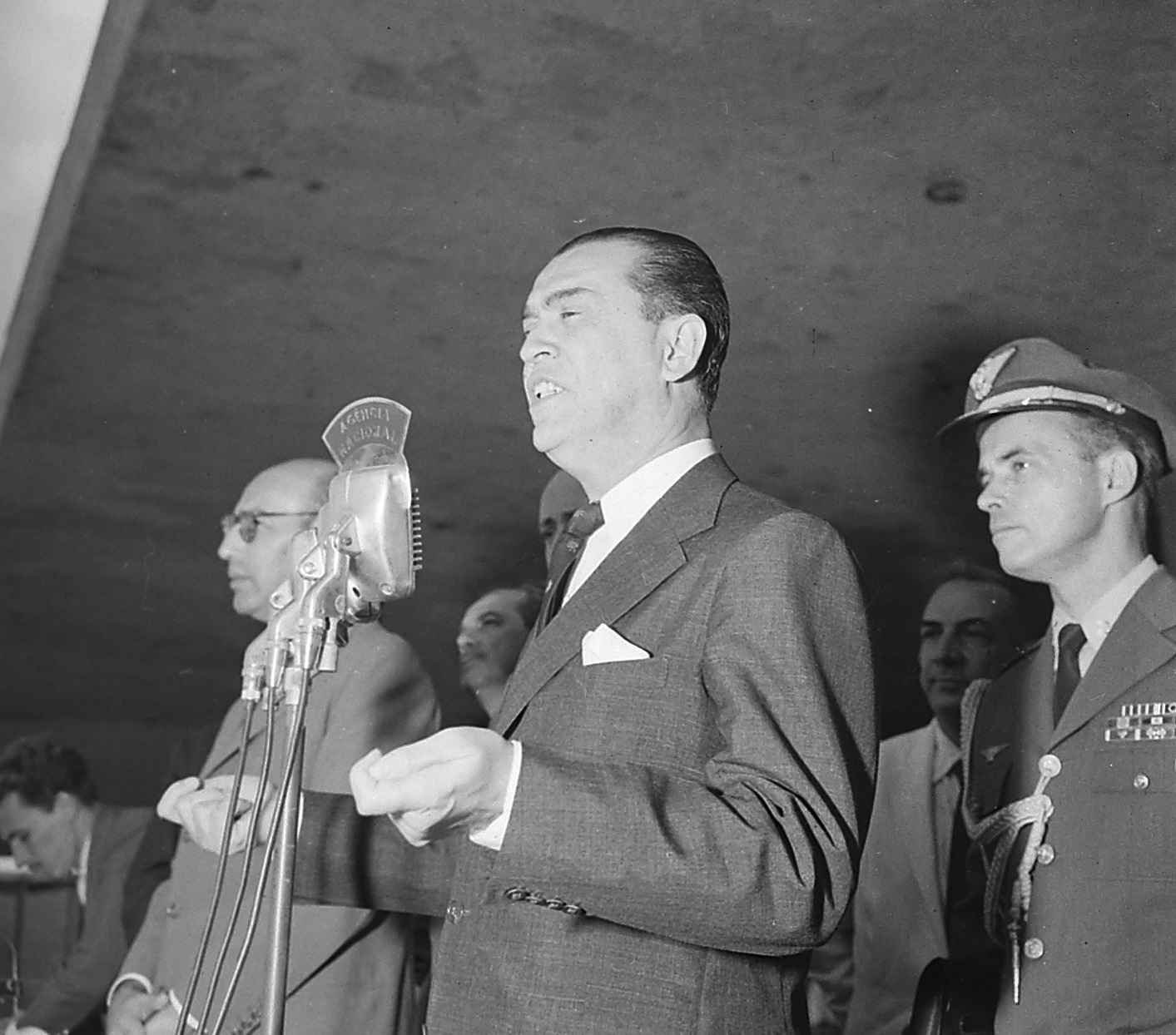
O presidente Juscelino Kubitschek discursando. A EPJK recebeu este nome em sua homenagem

A Estrada Parque Juscelino Kubitschek (DF-027 ou EPJK) é uma rodovia do Distrito Federal, no Brasil. Foi criada para viabilizar o fluxo de veículos da Ponte Juscelino Kubitschek para os condomínios do Lago Sul.